# Lacaussade
Lacaussade település Franciaországban, Lot-et-Garonne megyében. Lakosainak száma 208 fő (2022. január 1.). Lacaussade Montagnac-sur-Lède, Savignac-sur-Leyze, Monflanquin, Monségur és Saint-Aubin községekkel határos.

## Népesség
A település népességének változása:
| Lakosok száma | 136  | 119  | 149  | 201  | 218  | 219  | 216  | 212  | 209  | 208  |
|               | 1968 | 1982 | 1990 | 2006 | 2013 | 2015 | 2017 | 2019 | 2020 | 2022 |